# Gran Premio della Giuria Marc'Aurelio d'Argento
Il Gran Premio della Giuria Marc'Aurelio d'Argento è stato un premio cinematografico assegnato al Festival Internazionale del Film di Roma.

## Albo d'Oro
| Anno | Film                          | Regista         | Nazione           |
| ---- | ----------------------------- | --------------- | ----------------- |
| 2006 | non assegnato                 |                 |                   |
| 2007 | non assegnato                 |                 |                   |
| 2008 | non assegnato                 |                 |                   |
| 2009 | L'uomo che verrà              | Giorgio Diritti | Italia            |
| 2010 | In un mondo migliore (Hævnen) | Susanne Bier    | Svezia/ Danimarca |
| 2011 | Voyez comme ils dansent       | Claude Miller   | Francia           |
| 2012 | non assegnato                 |                 |                   |